# Iochroma umbrosa
Iochroma umbrosa är en potatisväxtart som beskrevs av John Miers. Iochroma umbrosa ingår i släktet Iochroma och familjen potatisväxter. Inga underarter finns listade i Catalogue of Life.